# Adama Sanogo
Adama Sanogo (ur. 12 lutego 2002 w Bamako) – malijski koszykarz, występujący na pozycji silnego skrzydłowego, reprezentant kraju, obecnie zawodnik Chicago Bulls oraz zespołu G-League – Windy City Bulls.
W 2023 reprezentował Chicago Bulls podczas rozgrywek letniej ligi NBA w Las Vegas.

## Osiągnięcia
Stan na 14 grudnia 2023, na podstawie, o ile nie zaznaczono inaczej.

### NCAA
- Mistrz NCAA (2023)
- Uczestnik rozgrywek turnieju NCAA (2021–2023)
- Most Outstanding Player (MOP=MVP) NCAA Final Four (2023)
- Zaliczony do:
  - I składu:
    - Big East (2022, 2023)
    - turnieju:
      - Big East (2021, 2023)
      - NCAA Final Four (2023)
      - Battle 4 Atlantis (2022)

    - najlepszych pierwszorocznych Big East (2021)

  - składu honorable mention All-American (2023 przez Associated Press)
- Koszykarz tygodnia konferencji Big East (29.11.2021, 17.01.2022, 14.11.2022, 21.11.2022)
- Najlepszy pierwszoroczny koszykarz tygodnia konferencji Big East (15.02.2021, 8.03.2021)

### Reprezentacja
Młodzieżowe
- Mistrz Afryki U–16 (2017)[4]
- Uczestnik mistrzostw świata U–17 (2018 – 12. miejsce)